# Bruna de Paula
Bruna Aparecida Almeida de Paula (Campestre, Minas Gerais, 1996. szeptember 26. –) Pán-amerikai bajnok, kétszeres bajnokok ligája-győztes brazil válogatott kézilabdázó, balátlövő-irányító, jelenleg a Győri Audi ETO KC és a brazil kézilabda válogatott játékosa.

## Pályafutása
Bruna de Paula otthonában, 14 éves korában kezdett el kézilabdázni a São José dos Campos csapatánál. 2016-ban Franciaországba igazolt, a Fleury Loiret HB csapatához. 4 év után aláírt a szintén francia Nanteshoz. 1 szezon után a Bajnokok Ligájában szereplő Metz Handball csapata szerződtette. Szerződése lejárta után nem hosszabbított, hanem aláírt a magyar élvonalban szereplő, szintén BL-ben játszó Győri Audi ETO KC csapatához.
De Paula már a junior válogatottal is ért el eredményeket, ilyen például a 2016-ban szerzett junior Pán-amerikai bajnoki címe. A felnőtt válogatottban 2015-ben mutatkozott be, és még abban az évben bekerült a világbajnokságra utazó keretbe is.

## Sikerei
- Bajnokok Ligája-győztes: 2024, 2025
- Magyar bajnok: 2025
- Pán-amerikai Bajnokság MVP-je: 2016
- Junior Világbajnokság gólkirálynője: 2016
- Az év legjobb légiósa Franciaországban: 2016/17
- Intersport kupa gólkirálynője: 2019
- Francia bajnokság MVP-je és az All-Star Csapat tagja: 2019/20
- EHF Európa Liga Final Four MVP-je: 2021
- Dél-és Közép-amerikai Bajnokság gólkirálynője: 2022

## Magánélete
Kapcsolatban van jelenlegi csapattársával, Fodor Csengével.